# عدوة (فلم)
عدوة - انتصار أفريقي (بالإنجليزية: Adwa - An African Victory) فيلم وثائقي إثيوبي من إخراج هايلي جيريما عام 1999.
يتحدث عن معركة عدوة سنة 1896 التي اننتصرت فيها إثيوبيا على إيطاليا.

## القصة
في عام 1896، هزمت إثيوبيا جيشًا إيطاليًا عازمًا على الغزو والاستعمار.
انتصر الشعب الإثيوبي على الإيطاليين في معركة العدوة. أشعل الحدث شعلة دائمة من الأمل والحرية والاستقلال في قلوب الشعوب الأفريقية.
يوضح الفيلم مصدرًا ملهمًا للتمكين الأفريقي.

## روابط خارجية
- عدوة على موقع IMDb (الإنجليزية)
- عدوة على موقع روتن توميتوز (الإنجليزية)
- عدوة على موقع Turner Classic Movies (الإنجليزية)
- عدوة على موقع أول موفي (الإنجليزية)
- عدوة على موقع فيلمافينيتي (الإسبانية)
- عدوة على موقع قاعدة بيانات الفيلم (الإنجليزية)
- عدوة على موقع ليتربوكسد (الإنجليزية)
- عدوة على موقع كينوبويسك (الروسية)